# دوزنده کوهستانی
دوزنده کوهستانی (نام علمی: Austroaeschna flavomaculata) نام یک گونه از سرده دوزنده جنوبی است.